# Tour de Ski 2011/2012

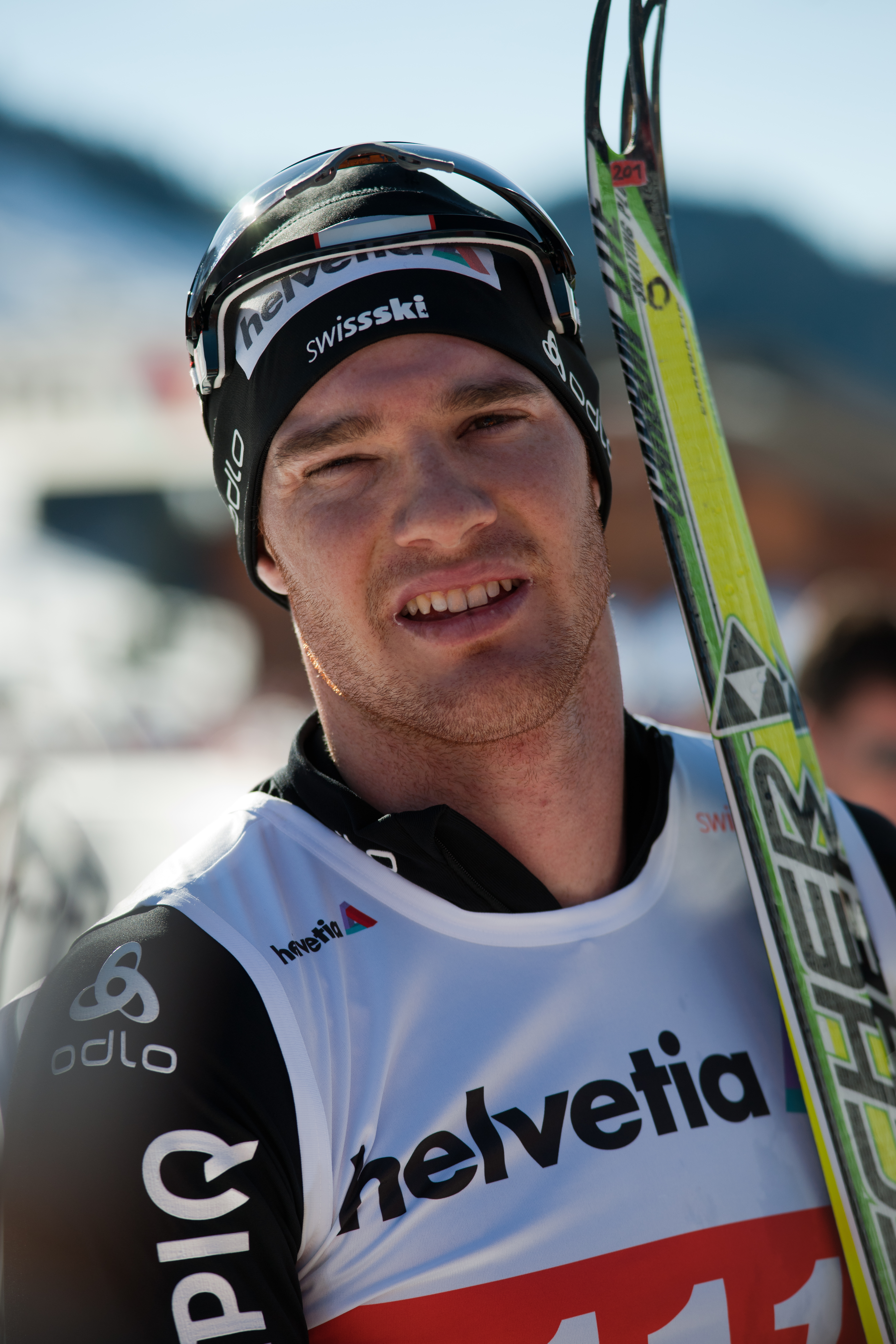
Dario Cologna, celkový vítěz mezi muži

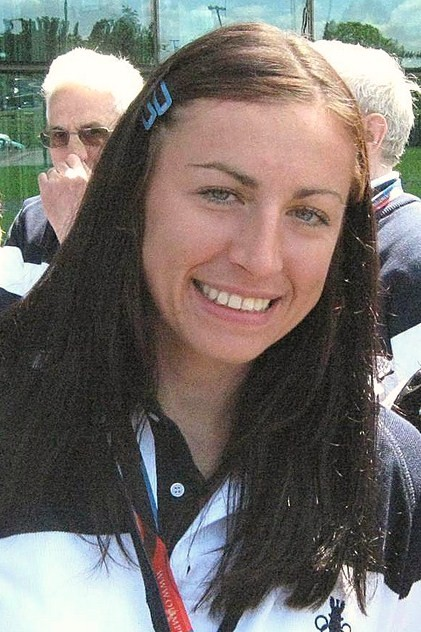
Justyna Kowalczyková, celková vítězka mezi ženami

Tour de Ski 2011/12 byl 6. ročník série závodů v běhu na lyžích. Zahrnoval devět závodů během jedenácti dnů od 29. prosince 2011 do 8. ledna 2012. Tour de Ski byla součástí Světového poháru v běhu na lyžích. Vítězi se stali oba obhájci z předchozího ročníku, Švýcar Dario Cologna a Polka Justyna Kowalczyková. Nejlepší z českých závodníků byl mezi muži šestý Lukáš Bauer, mezi ženami pak osmnáctá Eva Nývltová, do nejlepší desítky se dostal i devátý Martin Jakš.

## Program
Oberhof:
- 29. prosince: prolog, volně, distanční start, 2,5 km (ženy) a 3,75 km (muži),
- 30. prosince: stíhací závod, klasicky, handicapový start, 10 km (ženy) a 15 km (muži).

 Oberstdorf:
- 31. prosince: sprint, klasicky, 1,2 km (ženy i muži),
- 1. ledna: skiatlon, 5+5 km (ženy) a 10+10 km (muži).

 Toblach:
- 3. ledna: stíhací závod, klasicky, distanční start, 3 km (ženy) a 5 km (muži),
- 4. ledna: sprint, volně, 1,2 km (ženy i muži).
- 5. ledna: stíhací závod, volně, handicapový start, 15 km (ženy) a 35 km (muži).

 Val di Fiemme:
- 7. ledna: distanční závod, klasicky, hromadný start, 10 km (ženy) a 20 km (muži),
- 8. ledna: stíhací závod do vrchu, volně, handicapový start, 9 km (ženy i muži).

## Celkové pořadí
| Pořadí | Jméno             | Čas       |
| ------ | ----------------- | --------- |
| 1.     | Dario Cologna     | 4:33:17,2 |
| 2.     | Marcus Hellner    | + 1:02,3  |
| 3.     | Petter Northug    | + 1:44,6  |
| 4.     | Devon Kershaw     | + 2:09,4  |
| 5.     | Alexandr Legkov   | + 2:59,1  |
| 6.     | Lukáš Bauer       | + 3:22,3  |
| 7.     | Maurice Manificat | + 3:43,7  |
| 8.     | Maxim Vylegžanin  | + 4:12,4  |
| 9.     | Martin Jakš       | + 4:20,2  |
| 10.    | Ilja Černousov    | + 4:29,1  |

Kompletní pořadí na webu FIS
| Pořadí | Jméno                   | Čas       |
| ------ | ----------------------- | --------- |
| 1.     | Justyna Kowalczyková    | 2:52:45,0 |
| 2.     | Marit Bjørgenová        | + 28,2    |
| 3.     | Therese Johaugová       | + 3:57,8  |
| 4.     | Krista Lähteenmäkiová   | + 6:48,6  |
| 5.     | Marthe Kristoffersenová | + 6:55,1  |
| 6.     | Katrin Zellerová        | + 7:09,7  |
| 7.     | Charlotte Kallaová      | + 8:01,2  |
| 8.     | Astrid Jacobsenová      | + 8:32,7  |
| 9.     | Aino-Kaisa Saarinenová  | + 8:34,2  |
| 10.    | Kikkan Randallová       | + 8:55,8  |
| 18.    | Eva Nývltová            | + 12:20,5 |
| 40.    | Ivana Janečková         | + 19:43,3 |

Kompletní pořadí na webu FIS

## Jednotlivé etapy

### 1. etapa – Oberhof, 29. prosince
| Pořadí | Jméno             | Čas    |
| ------ | ----------------- | ------ |
| 1.     | Petter Northug    | 7:58,3 |
| 2.     | Dario Cologna     | + 0,7  |
| 3.     | Maurice Manificat | + 4,0  |
| 4.     | Marcus Hellner    | + 5,6  |
| 5.     | Ilja Černousov    | + 6,8  |
| 27.    | Lukáš Bauer       | + 20,7 |
| 43.    | Martin Jakš       | + 24,1 |
| 49.    | Aleš Razým        | + 25,6 |
| 68.    | Jiří Magál        | + 34,1 |
| 91.    | Ondřej Horyna     | + 53,1 |

Kompletní výsledky na stránkách FIS
| Pořadí | Jméno                       | Čas    |
| ------ | --------------------------- | ------ |
| 1.     | Justyna Kowalczyková        | 7:03,7 |
| 2.     | Marit Bjørgenová            | + 0,4  |
| 3.     | Hanna Brodinová             | + 4,0  |
| 4.     | Riikka Sarasojaová-Liljaová | + 4,1  |
| 5.     | Marthe Kristoffersenová     | + 4,2  |
| 31.    | Eva Nývltová                | + 21,7 |
| 51.    | Ivana Janečková             | + 31,3 |

Kompletní výsledky na stránkách FIS

### 2. etapa – Oberhof, 30. prosince
| Pořadí | Jméno           | Čas      |
| ------ | --------------- | -------- |
| 1.     | Axel Teichmann  | 46:03,3  |
| 2.     | Petter Northug  | + 2,3    |
| 3.     | Dario Cologna   | + 2,9    |
| 4.     | Alexandr Legkov | + 4,2    |
| 5.     | Eldar Rønning   | + 5,3    |
| 7.     | Lukáš Bauer     | + 6,5    |
| 28.    | Martin Jakš     | + 41,0   |
| 57.    | Jiří Magál      | + 2:00,8 |
| 75.    | Aleš Razým      | + 2:46,0 |

Kompletní výsledky na stránkách FIS
| Pořadí | Jméno                  | Čas      |
| ------ | ---------------------- | -------- |
| 1.     | Justyna Kowalczyková   | 32:04,4  |
| 2.     | Therese Johaugová      | + 0,2    |
| 3.     | Marit Bjørgenová       | + 7,1    |
| 4.     | Aino-Kaisa Saarinenová | + 16,3   |
| 5.     | Krista Lähteenmäkiová  | + 53,4   |
| 25.    | Eva Nývltová           | + 1:33,3 |
| 51.    | Ivana Janečková        | + 3:05,9 |

Kompletní výsledky na stránkách FIS

### 3. etapa – Oberstdorf, 31. prosince
| Pořadí | Jméno           | Čas |
| ------ | --------------- | --- |
| 1.     | Nikita Krjukov  |     |
| 2.     | Alexej Petuchov |     |
| 3.     | Nikolaj Morilov |     |
| 4.     | Dmitrij Japarov |     |
| 5.     | Dario Cologna   |     |
| 29.    | Martin Jakš     |     |
| 70.    | Lukáš Bauer     |     |
| 93.    | Jiří Magál      |     |

Kompletní výsledky na stránkách FIS
| Pořadí | Jméno                 | Čas |
| ------ | --------------------- | --- |
| 1.     | Justyna Kowalczyková  |     |
| 2.     | Marit Bjørgenová      |     |
| 3.     | Astrid Jacobsenová    |     |
| 4.     | Natalia Matvějevová   |     |
| 5.     | Ida Ingemarsdotterová |     |
| 25.    | Eva Nývltová          |     |
| 67.    | Ivana Janečková       |     |

Kompletní výsledky na stránkách FIS

### 4. etapa – Oberstdorf, 1. ledna
| Pořadí | Jméno                   | Čas      |
| ------ | ----------------------- | -------- |
| 1.     | Petter Northug          | 50:27,3  |
| 2.     | Dario Cologna           | + 0,3    |
| 3.     | Maxim Vylegžanin        | + 0,6    |
| 4.     | Marcus Hellner          | + 1,5    |
| 5.     | Kristian Tettli Rennemo | + 1,7    |
| 8.     | Martin Jakš             | + 5,0    |
| 15.    | Lukáš Bauer             | + 10,1   |
| 48.    | Jiří Magál              | + 2:13,7 |

Kompletní výsledky na stránkách FIS
| Pořadí | Jméno                       | Čas      |
| ------ | --------------------------- | -------- |
| 1.     | Marit Bjørgenová            | 27:16,0  |
| 2.     | Justyna Kowalczyková        | + 1,6    |
| 3.     | Therese Johaugová           | + 1,8    |
| 4.     | Kristin Størmer Steiraová   | + 35,3   |
| 5.     | Riikka Sarasojaová-Liljaová | + 45,3   |
| 34.    | Eva Nývltová                | + 2:01,0 |
| 54.    | Ivana Janečková             | + 3:22,5 |

Kompletní výsledky na stránkách FIS

### 5. etapa – Toblach, 3. ledna
| Pořadí | Jméno           | Čas      |
| ------ | --------------- | -------- |
| 1.     | Alexandr Legkov | 13:49,5  |
| 2.     | Eldar Rønning   | + 1,7    |
| 3.     | Dario Cologna   | + 2,0    |
| 4.     | Lukáš Bauer     | + 3,5    |
| 5.     | Ilja Černousov  | + 4,0    |
| 19.    | Martin Jakš     | + 25,4   |
| 66.    | Jiří Magál      | + 1:08,1 |

Kompletní výsledky na stránkách FIS
| Pořadí | Jméno                | Čas      |
| ------ | -------------------- | -------- |
| 1.     | Marit Bjørgenová     | 10:49,2  |
| 2.     | Justyna Kowalczyková | + 3,9    |
| 3.     | Astrid Jacobsenová   | + 15,1   |
| 4.     | Nicole Fesselová     | + 17,0   |
| 5.     | Stefanie Böhlerová   | + 17,2   |
| 28.    | Eva Nývltová         | + 42,6   |
| 50.    | Ivana Janečková      | + 1:17,7 |

Kompletní výsledky na stránkách FIS

### 6. etapa – Toblach, 4. ledna
| Pořadí | Jméno           | Čas |
| ------ | --------------- | --- |
| 1.     | Nikolaj Morilov |     |
| 2.     | Petter Northug  |     |
| 3.     | Dario Cologna   |     |
| 4.     | David Hofer     |     |
| 5.     | Alexej Petuchov |     |
| 16.    | Martin Jakš     |     |
| 47.    | Lukáš Bauer     |     |

Kompletní výsledky na stránkách FIS
| Pořadí | Jméno                | Čas |
| ------ | -------------------- | --- |
| 1.     | Marit Bjørgenová     |     |
| 2.     | Kikkan Randallová    |     |
| 3.     | Justyna Kowalczyková |     |
| 4.     | Denise Herrmannová   |     |
| 5.     | Vesna Fabjanová      |     |
| 10.    | Eva Nývltová         |     |
| 59.    | Ivana Janečková      |     |

Kompletní výsledky na stránkách FIS

### 7. etapa - Cortina-Toblach, 5. ledna
| Pořadí | Jméno           | Čas       |
| ------ | --------------- | --------- |
| 1.     | Dario Cologna   | 1:09:25,2 |
| 2.     | Petter Northug  | + 1:15,8  |
| 3.     | Alexandr Legkov | + 1:16,4  |
| 4.     | Devon Kershaw   | + 1:16,8  |
| 5.     | Marcus Hellner  | + 1:17,2  |
| 8.     | Lukáš Bauer     | + 2:51,8  |
| 11.    | Martin Jakš     | + 3:03,9  |

Kompletní výsledky na stránkách FIS
| Pořadí | Jméno                 | Čas       |
| ------ | --------------------- | --------- |
| 1.     | Marit Bjørgenová      | 39:01,1   |
| 2.     | Justyna Kowalczyková  | + 2,0     |
| 3.     | Therese Johaugová     | + 3:16,9  |
| 4.     | Krista Lähteenmäkiová | + 4:42,2  |
| 5.     | Kikkan Randallová     | + 4:58,3  |
| 19.    | Eva Nývltová          | + 7:27,7  |
| 45.    | Ivana Janečková       | + 12:53,8 |

Kompletní výsledky na stránkách FIS

### 8. etapa – Val di Fiemme, 7. ledna
| Pořadí | Jméno          | Čas       |
| ------ | -------------- | --------- |
| 1.     | Eldar Rønning  | 1:00:02,2 |
| 2.     | Alex Harvey    | + 1,1     |
| 3.     | Dario Cologna  | + 1,3     |
| 4.     | Petter Northug | + 1,5     |
| 5.     | Sergej Turyčev | + 2,3     |
| 12.    | Lukáš Bauer    | + 10,8    |
| 14.    | Martin Jakš    | + 12,2    |

Kompletní výsledky na stránkách FIS
| Pořadí | Jméno                  | Čas      |
| ------ | ---------------------- | -------- |
| 1.     | Justyna Kowalczyková   | 25:49,8  |
| 2.     | Marit Bjørgenová       | + 7,5    |
| 3.     | Charlotte Kallaová     | + 31,0   |
| 4.     | Aino-Kaisa Saarinenová | + 33,6   |
| 5.     | Julia Ivanovová        | + 42,3   |
| 27.    | Eva Nývltová           | + 1:47,7 |
| 41.    | Ivana Janečková        | + 2:30,7 |

Kompletní výsledky na stránkách FIS

### 9. etapa – Val di Fiemme, 8. ledna
| Pořadí | Jméno             | Čas      |
| ------ | ----------------- | -------- |
| 1.     | Alexandr Legkov   | 30:38,2  |
| 2.     | Maurice Manificat | + 0,1    |
| 3.     | Marcus Hellner    | + 1,7    |
| 4.     | Roland Clara      | + 16,2   |
| 5.     | Thomas Moriggl    | + 30,7   |
| 8.     | Lukáš Bauer       | + 52,9   |
| 12.    | Martin Jakš       | + 1:00,3 |

Kompletní výsledky na stránkách FIS
| Pořadí | Jméno                   | Čas      |
| ------ | ----------------------- | -------- |
| 1.     | Therese Johaugová       | 34:17,7  |
| 2.     | Justyna Kowalczyková    | + 51,3   |
| 3.     | Marit Bjørgenová        | + 1:08,0 |
| 4.     | Marthe Kristoffersenová | + 1:10,8 |
| 5.     | Valentyna Ševčenková    | + 1:13,9 |
| 20.    | Eva Nývltová            | + 3:03,4 |
| 41.    | Ivana Janečková         | + 4:17,1 |

Kompletní výsledky na stránkách FIS